# Starý Rokytník (zámek)
Zřícenina zámku Starý Rokytník stojí nedaleko kostela sv. Šimona a Judy ve vsi Starý Rokytník, části města Trutnov.

## Historie
Původně zde stála tvrz, vystavěná snad v 15. století. V roce 1529 je zmiňována jako sídlo Jindřicha Berky z Dubé, po jehož smrti panství odkoupil Adam Zilvár z Pilníkova. Po Bílé hoře byl spolu s panstvím Žireč zkonfiskován a roku 1622 jej odkupuje Marie Magdalena Trčková z Lobkovic. Trčkům je však v roce 1634 panství zabaveno a císař Ferdinand II. jej daroval jezuitům. Ti nechali ve 40. letech 18. století postavit na místě zchátralé tvrze zámek, který jim sloužil jako letní rezidence. Po zrušení řádu v roce 1773 zde byla umístěna škola, ovšem po požáru na začátku 19. století nedošlo k jeho obnově a zámek zchátral. Do současnosti se z něho dochovaly pouze zbytky obvodových zdí.

## Dostupnost
Okolo kostela prochází zeleně značená turistická stezka z Kryblic na Suchovršice. Na rozcestí u kostela se od ní odděluje modrá turistická značka pokračující na Bohuslavice nad Úpou.